# CMT Music Awards
CMT Music Awards là giải thưởng do người hâm mộ bình chọn dành cho các video âm nhạc đồng quê và các buổi biểu diễn trên truyền hình. Lễ trao giải được tổ chức hàng năm tại Nashville, Tennessee và được truyền hình trực tiếp trên kênh CMT (Country Music Television). Việc bỏ phiếu diễn ra trên trang web của CMT, CMT.com.

## Lịch sử
Bắt đầu từ năm 1967, Music City News Awards được diễn ra hàng năm bởi tạp chí Music City News nay đã không còn tồn tại. Năm 1988, Nashville Network (TNN) bắt đầu một chương trình trao giải do người hâm mộ bình chọn có tên là Viewers' Choice Awards để giúp kênh này kỷ niệm năm năm thành lập. Năm 1990, hai giải thưởng này hợp nhất để trở thành TNN/Music City News Country Awards.
Hợp đồng giữa TNN với Music City News kết thúc vào năm 1999, và tạp chí ngừng xuất bản ngay sau đó. Country Weekly đã trở thành nhà tài trợ hiện tại của chương trình trao giải vào năm 2000, và chương trình được gọi là Country Weekly presents the TNN Music Awards. Năm 2001, khi TNN bắt đầu loại bỏ dần mối liên kết với nhạc đồng quê, quyết định chuyển giải thưởng sang mạng CMT đã được đưa ra. Chương trình năm 2001 được phát sóng trên cả hai mạng và được gọi là TNN/CMT Country Weekly Music Awards. Khi chương trình được chuyển vĩnh viễn sang CMT, Country Weekly kết thúc liên kết ngắn của nó với sản xuất. Trong thời đại này, người xem đã bình chọn các đề cử qua điện thoại hoặc thư trong các hạng mục truyền thống như "Ca sĩ giải trí của năm", "Nam/Nữ nghệ sĩ của năm", "Bài hát của năm", v.v. Hầu hết các hạng mục đều phản ánh những điều đó trên Giải thưởng CMA và Giải thưởng ACM, ngoại trừ tất cả các giải thưởng đều do người hâm mộ bình chọn.
Chương trình trao giải đã được làm mới lại hoàn toàn vào năm 2002 để trở thành CMT Flameworthy Video Music Awards, được đặt tên theo khái niệm xây dựng thương hiệu của mạng vào thời điểm đó cho các video phổ biến nhất của nó. Cái tên "Flameworthy" do phó chủ tịch phát triển chương trình, Kaye Zusmann, đặt ra và nhằm mục đích tượng trưng cho sự bùng sáng của ngọn lửa hoặc những ánh sáng tương tự tại các buổi hòa nhạc. Chương trình dựa trên sản xuất hơn là dựa trên giải thưởng và được mô phỏng theo MTV's Video Music Awards. Trong quá trình này, các giải thưởng truyền thống đã được chuyển sang đặc biệt tôn vinh các video âm nhạc của các nghệ sĩ đồng quê.
Chương trình bao gồm một số danh mục phi truyền thống làm nổi bật các video đặc biệt hài hước, gợi cảm và yêu nước; tuy nhiên, những danh mục này đã bị loại bỏ dần trong nhiều năm. Buổi biểu diễn tạo sự khác biệt với CMA Awards và ACM Awards bằng cách giới thiệu những nghệ sĩ biểu diễn bluegrass như Alison Krauss và Earl Scruggs.
Năm 2003, chương trình được dời sang tháng 4 nhưng quay lại vào tháng 6 năm 2009 để trùng với Lễ hội âm nhạc CMA (tên được đổi tên là "Fan Fair") và lượng khách du lịch đến Nashville cũng như tận dụng thời điểm mà nhiều nghệ sĩ sẽ đến ở Nashville.
Tên của chương trình đã được đổi thành CMT Music Awards vào năm 2005, mặc dù thể thức phần lớn vẫn giữ nguyên như những năm trước.
Vào năm 2020, việc trao giải đã bị trì hoãn đến tháng 10 do đại dịch COVID-19, và Lễ hội CMA năm đó sẽ không diễn ra. Ban đầu được lên kế hoạch vào ngày 14 tháng 10, xung đột lịch trình với Billboard Music Awards năm đó đã khiến buổi lễ bị lùi lại ngày 21 tháng 10.
Vào ngày 28 tháng 6 năm 2021, ViacomCBS thông báo rằng Giải thưởng Âm nhạc CMT sẽ chuyển sang phát sóng truyền hình trên đài CBS bắt đầu từ năm 2022 và lùi lại vào tháng Tư. Lịch trình mới cạnh tranh trực tiếp với Giải thưởng ACM, cũng thường được tổ chức vào tháng 4, và trước đây đã được phát sóng bởi CBS; mạng lưới sau đó đã từ chối gia hạn hợp đồng phát sóng Giải thưởng ACM, với lý do lượng người xem giảm so với phí bản quyền mà Dick Clark Productions yêu cầu.

## Các giải thưởng chính
| Năm  | Video Của Năm                                                          | Video Nam Nghệ Sĩ Của Năm                                              | Video Nữ Nghệ Sĩ Của Năm                               | Video Đột Phá Của Năm                       |
| ---- | ---------------------------------------------------------------------- | ---------------------------------------------------------------------- | ------------------------------------------------------ | ------------------------------------------- |
| 2002 | Kenny Chesney – "Young"                                                | Kenny Chesney – "Young"                                                | Martina McBride – "Blessed"                            | Chris Cagle – "I Breathe In, I Breathe Out" |
| 2003 | Toby Keith – "Courtesy of the Red, White, & Blue (The Angry American)" | Toby Keith – "Courtesy of the Red, White, & Blue (The Angry American)" | Martina McBride – "Concrete Angel"                     | Joe Nichols – "Brokenheartsville"           |
| 2004 | Toby Keith – "American Soldier"                                        | Kenny Chesney – "There Goes My Life"                                   | Shania Twain – "Forever and for Always"                | Dierks Bentley – "What Was I Thinkin'"      |
| 2005 | Keith Urban – "Days Go By"                                             | Kenny Chesney – "I Go Back"                                            | Gretchen Wilson – "When I Think About Cheatin'"        | Gretchen Wilson – "Redneck Woman"           |
| 2006 | Keith Urban – "Better Life"                                            | Kenny Chesney – "Who You'd Be Today"                                   | Carrie Underwood – "Jesus, Take the Wheel"             | Carrie Underwood – "Jesus, Take The Wheel"  |
| 2007 | Carrie Underwood – "Before He Cheats"                                  | Kenny Chesney – "You Save Me"                                          | Carrie Underwood – "Before He Cheats"                  | Taylor Swift – "Tim McGraw"                 |
| 2008 | Taylor Swift – "Our Song"                                              | Trace Adkins – "I Got My Game On"                                      | Taylor Swift – "Our Song"                              | Kellie Pickler – "I Wonder"                 |
| 2009 | Taylor Swift – "Love Story"                                            | Brad Paisley – "Waitin' on a Woman"                                    | Taylor Swift – "Love Story"                            | Zac Brown Band – "Chicken Fried"            |
| 2010 | Carrie Underwood – "Cowboy Casanova"                                   | Keith Urban – "'Til Summer Comes Around"                               | Miranda Lambert – "White Liar"                         | Luke Bryan – "Do I"                         |
| 2011 | Taylor Swift – "Mine"                                                  | Blake Shelton – "Who Are You When I'm Not Looking"                     | Miranda Lambert – "The House That Built Me"            | The Band Perry – "If I Die Young"           |
| 2012 | Carrie Underwood – "Good Girl"                                         | Luke Bryan – "I Don't Want This Night to End"                          | Miranda Lambert – "Over You"                           | Scotty McCreery – "The Trouble With Girls"  |
| 2013 | Carrie Underwood – "Blown Away"                                        | Blake Shelton – "Sure Be Cool If You Did"                              | Miranda Lambert – "Mama's Broken Heart"                | Florida Georgia Line – "Cruise"             |
| 2014 | Carrie Underwood – "See You Again"                                     | Blake Shelton – "Doin' What She Likes"                                 | Miranda Lambert – "Automatic"                          | Cassadee Pope – "Wasting All These Tears"   |
| 2015 | Carrie Underwood – "Something in the Water"                            | Luke Bryan – "Play It Again"                                           | Carrie Underwood – "Something in the Water"            | Sam Hunt – "Leave the Night On"             |
| 2016 | Tim McGraw – "Humble and Kind"                                         | Thomas Rhett – "Die a Happy Man"                                       | Carrie Underwood – "Smoke Break"                       | Chris Stapleton – "Fire Away"               |
| 2017 | Keith Urban – "Blue Ain't Your Color"                                  | Keith Urban – "Blue Ain't Your Color"                                  | Carrie Underwood – "Church Bells"                      | Lauren Alaina – "Road Less Traveled"        |
| 2018 | Blake Shelton - "I'll Name the Dogs"                                   | Blake Shelton - "I'll Name the Dogs"                                   | Carrie Underwood - "The Champion" (featuring Ludacris) | Carly Pearce - "Every Little Thing"         |
| 2019 | Carrie Underwood - "Cry Pretty"                                        | Kane Brown - "Lose It"                                                 | Carrie Underwood - "Love Wins"                         | Ashley McBryde – "Girl Goin' Nowhere"       |
| 2020 | Carrie Underwood - "Drinking Alone"                                    | Luke Bryan - "One Margarita"                                           | Carrie Underwood - "Drinking Alone"                    | Gabby Barrett - "I Hope"                    |
| 2021 | Carrie Underwood - "Hallelujah" (featuring John Legend)                | Kane Brown - "Worship You"                                             | Gabby Barrett - "The Good Ones"                        | Dylan Scott - "Nobody"                      |
| 2022 | Jason Aldean & Carrie Underwood - If I Didn't Love You"                | Cody Johnson - "'Til You Can't"                                        | Miranda Lambert - "If I Was a Cowboy"                  | Parker McCollum - "To Be Loved By You"      |

## Chiến thắng nhiều nhất
Carrie Underwood là nghệ sĩ được trao giải nhiều nhất trong lịch sử của CMT Music Awards (2005 – nay), với 25 lần chiến thắng.

### Theo hạng mục
- Video của năm: Carrie Underwood; 10 lần[5]
- Video Nam của năm: Kenny Chesney; 5 lần[6]
- Video Nữ của năm: Carrie Underwood; 8 lần
- Video hợp tác của năm: Carrie Underwood; 4 lần